# ドイツ国立図書館
ドイツ国立図書館（ドイツこくりつとしょかん、独：Deutsche Nationalbibliothek）は、東西ドイツ再統一後にドイツの国立図書館の機能を果たすべく統合された下記の2館の統一名称である。略称はDNB。
1. 旧東ドイツ時代の国立図書館を継承したライプツィヒ館（旧 Deutsche Bücherei 、1912年創立）
2. 旧西ドイツ時代の国立図書館を継承したフランクフルト・アム・マイン館（旧 Deutsche Bibliothek 、1947年創立）

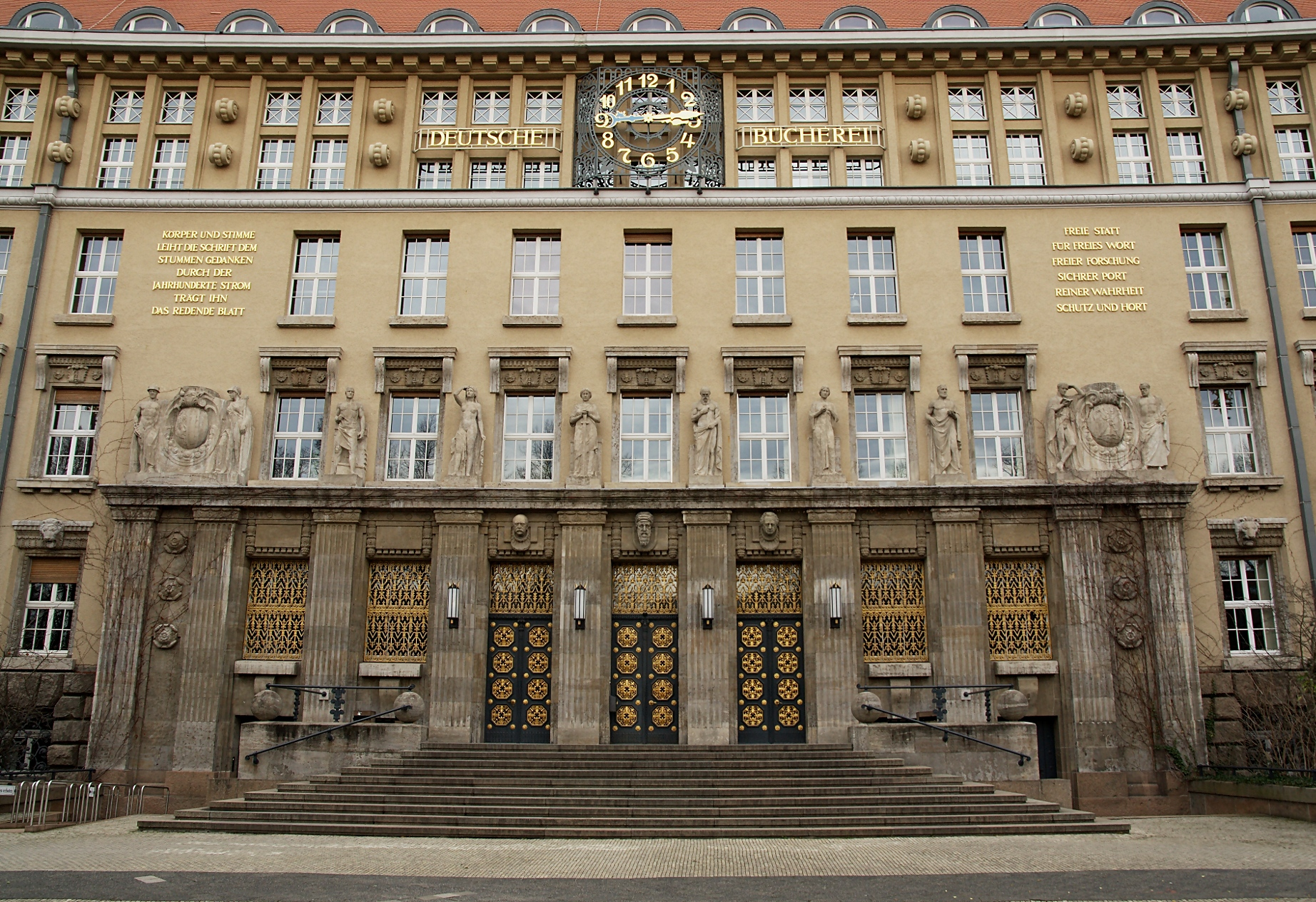
ライプツィヒ館
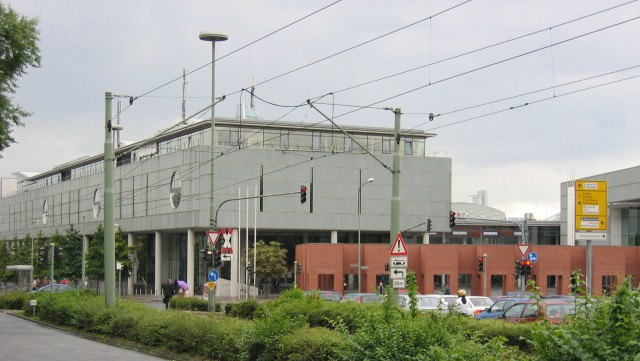
フランクフルト・アム・マイン館

## 歴史
統一国家としての歴史が浅く、プロイセン王国、バイエルン王国等の諸邦の併立時代が長かったドイツでは、ベルリンに1661年創立のプロイセン王立図書館（現ベルリン州立図書館、独：Staatsbibliothek zu Berlin）、ミュンヘンに1558年創立のヴィッテルスバッハ宮廷図書館（現バイエルン州立図書館、独：Bayerische Staatsbibliothek ）など歴史ある大図書館 (Universal library) は数多くあった。しかしドイツ全体として印刷される全ての書籍の納本を受け入れ、その書誌情報を整備する近代的な意味における国立図書館 (National library) の成立が遅れた。
ドイツにおける全国規模の納本図書館は、1912年にドイツ書籍商組合によりライプツィヒに創設されたドイチェ・ビュッヘライ（現ドイツ国立図書館ライプツィヒ館）に始まる。ドイチェ・ビュッヘライは、設立以来ドイツ国内で印刷された全ての出版物を収集し、1940年代には蔵書180万冊を持つ国立図書館へと発展していくが、第二次世界大戦後にライプツィヒがソ連占領地域になったため、ドイツ民主共和国の国立図書館とされた。
一方、ライプツィヒの国立図書館を失った西ドイツ（ドイツ連邦共和国）では、1946年にフランクフルト・アム・マイン市と協力してドイチェ・ビブリオテーク（現ドイツ国立図書館フランクフルト・アム・マイン館）を発足させた。ドイチェ・ビブリオテークは1952年から財団となり、フランクフルト市、ヘッセン州及び西ドイツ連邦政府によって共同運営されたが、1969年に連邦政府直轄の機関に改組され、連邦の財政負担により運営されることになった。翌1970年には西ベルリンに、ドイチェ・ビブリオテークの付設施設としてドイツ音楽図書館（Deutsches Musikarchiv）が設立された。
1990年、東西ドイツは統一を果たすに当たり、統一条約において両国の国立図書館であるドイチェ・ビュッヘライとドイチェ・ビブリオテークの統合を定めた。統合された国立図書館はドイチェ・ビブリオテークに冠詞の Die を付したDie Deutsche Bibliothek （ドイツ図書館）を3館の総称及び統合組織の名称として使用し、各館は従来の名称の使用を継続してきたが、2006年にDeutsche Nationalbibliothek （ドイツ国立図書館）に改称した。また2010年にドイツ音楽図書館がライプツィヒに移転した。
しかし、他国の National library と異なりドイツ国立図書館は1913年以降に出版された文献資料に限定していることから国内ではこの名称に対して批判がある。

## 集本分野の分担
ドイツ国立図書館の集本は、1913年以降に出版された下記の文献資料に限定される。1）ドイツ国内の全ての印刷物、電子出版物（出版形態は問わない）、ドイツ語で出版された全ての資料、2）国外で出版された全てのドイツ語の文献資料、外国語で出版されたドイツに関する全ての文献資料である。1933年から1945年のナチス・ドイツ時代に国外で出版されたドイツ人亡命者の出版物を収集し、目録に収載する責任もある。
出版業者との協力は、ライプツィヒでは1935年以来法律で制定されており、フランクフルトでは1969年に、統一後には1990年に制定されている。資料の収集を実現するために、ドイツ連邦共和国の法律で定められている納本制度を利用している。営利、非営利団体を問わず、資料を出版する際には2部図書館に提出しなければならない。その対象は、伝統的な印刷資料だけでなく、マイクロフィルム、レコード、AV資料、電子出版物と多岐にわたっている。
統一前はライプツィヒとフランクフルトはいずれもドイツ語文献の全国書誌を作成をしており、競合関係にあった。統一後は重複をなくすため、資料を出版地によって分担して収集整理することにした。ライプツィヒは旧東ドイツ地区、ベルリン、ノルトライン＝ヴェストファーレン州、オーストリア、スイスを、フランクフルトはノルトライン＝ヴェストファーレン州を除く旧西ドイツ地区を担当する。ドイツ図書館法の改正により2部納本制が採用されたため、保存は各館1部となる。
各館の存在意義がなくならないよう、それぞれに専門分野を持たせてあり、ライプツィヒは、書物保存研究、テキストの他の媒体、マイクロフィルムへの変換、ドイツに関する外国語の出版物、ドイツ語文献の翻訳、国際寄託図書の収集、楽譜・レコードなど音楽資料の整理。フランクフルトは、全国書誌サービスの管理、中央コンピュータの管理、情報技術、コミュニケーション技術の研究、となっている。

## 蔵書と利用
ドイツ国立図書館の現在の総蔵書数は、約3200万点であり、ドイツ語圏で最も規模の大きい図書館となっている。
ドイツ国立図書館は、完全な館内閲覧制（館外貸出はできない）である。ライプツィヒ館とフランクフルト館にそれぞれ大きな閲覧室が存在する。一般的な利用の他、電子資料や視聴覚資料も閲覧できるため、研究の可能性が拡がっている。利用者は通常の図書館の使い方に加え、電子メディアやインターネットを利用して、最新の情報を入手することもできる。図書館員は、利用者が電子所蔵目録やCD-ROM、インターネットを介して必要な文献を検索するのを手助けする。要求に応じて検索を代行することもある。また、インターネットを通して蔵書目録を検索することもできる。読みたい文献や資料をオーダーして、翌日以降、それぞれの閲覧室で利用することができる。それに加え著作権の範囲内で、雑誌論文や図書の数章分、新聞記事のコピーをオーダーすることもできる。
これらのサービスは有料である。図書館は年単位あるいは週単位で利用料金を設定しており、利用者はインターネット使用料、印刷料金（コピーおよびプリントアウト）などを支払う必要がある。図書館員による情報サービスも課金対象になっている。